# 三叉神経
三叉神経（さんさしんけい、英：trigeminal nerve）は、12対ある脳神経の一つであり、第V脳神経（CN V）とも呼ばれる。三叉とはこの神経が眼神経(V1)、上顎神経（V2）、下顎神経（V3）の三神経に分かれることに由来する。体性運動性と知覚性の混合神経であり、脳神経の中で最大の神経である。

## 概要
三叉神経のうち、知覚性の神経線維は、頭部の大部分に分布し、その皮膚感覚の大部分を担う。
橋の外側にある三叉神経主知覚核：識別知覚（触圧覚）、三叉神経脊髄路核：主情知覚（温痛覚）、三叉神経中脳路核：（咀嚼筋の筋紡錘の受容器および圧覚）からでて、知覚根を作り、側頭骨錐体部の三叉神経圧痕上で三叉神経節を作り、ここを出てから眼神経、上顎神経、下顎神経に分岐する。
体性運動性の神経線維は咀嚼筋（咬筋、側頭筋、外側翼突筋、内側翼突筋）、深頭筋、顎舌骨筋、顎二腹筋前腹を支配している。三叉神経運動核からでて、運動根を作り、三叉神経節の下側を通り、下顎神経に合流する。すなわち、眼神経及び上顎神経には体性運動性の神経線維は存在しない。

## 知覚性線維

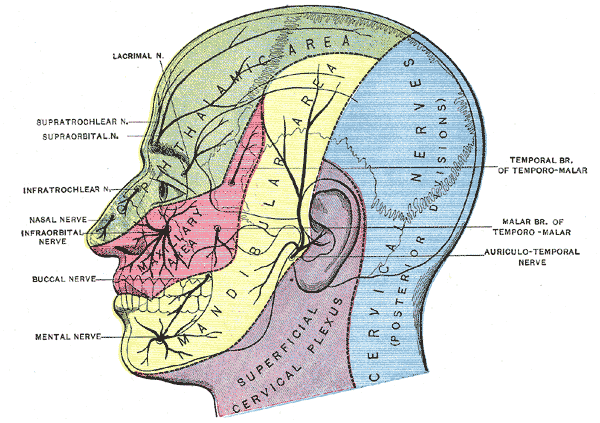
ヒト頭部における三叉神経各枝の分布。緑：眼神経、赤：上顎神経、黄：下顎神経

三叉神経の知覚性線維は、3つの主要な枝すべてに含まれる。
眼神経（V1）は上眼窩裂（superior orbital fissure）を出たのちに、眼窩の背側に分布し、前頭部や瞼、鼻の周囲（鼻翼挙筋を除く）、前頭洞などを支配する。
上顎神経（V2）は正円孔（foramen rotundum）を出たのちに、名称のとおり上あごの全体にわたって分布し、歯茎や上唇、口蓋や下瞼、頬部、篩骨洞、蝶形骨洞や上顎洞などを支配する。
下顎神経（V3）は卵円孔（foramen ovale）を出たのちに、下あごの全体にわたって分布し、歯茎や下唇、頬部や外耳の一部などを支配する。

## 運動性線維
眼神経、上顎神経は運動性線維を持たず、下顎神経のみが運動に関与する。

## 末梢神経の分類
三叉神経の枝は下記の通りである。
- 眼神経
  - 鼻毛様体神経
    - 毛様体神経節との交通枝
    - 後篩骨神経
    - 長毛様体神経
    - 滑車下神経
    - 前篩骨神経

  - 涙腺神経
  - 前頭神経
    - 滑車上神経
    - 眼窩上神経
- 上顎神経
  - 頬骨神経
    - 頬骨側頭枝
    - 頬骨顔面枝

  - 眼窩下神経
  - 上歯槽神経
  - 翼口蓋神経節
    - 鼻口蓋神経
    - 大口蓋神経
    - 小口蓋神経
    - 翼突管神経
- 下顎神経
  - 深側頭神経
  - 外側翼突筋神経
  - 内側翼突筋神経
  - 咬筋神経
  - 口蓋帆張筋神経
  - 鼓膜張筋神経
  - 耳介側頭神経
  - 頬神経
  - 舌神経
  - 下歯槽神経
    - 顎舌骨筋神経
    - 下歯槽神経
    - オトガイ神経